# Paleodictiòpters
Els paleodictiòpters (Palaeodictyoptera, gr. "dictiòpters antics") són un ordre extint d'insectes paleòpters de l'era Paleozoica.
Tenien la boca en forma de bec, quatre ales semblants i un parell d'aletes addicionals al protòrax anomenades paranots. Es coneixen com els insectes amb sis ales, malgrat que les ales paranotals no eres funcionals. Algunes espècies tenien una gran mida, com per exemple, Mazothairos que tenia una envergadura alar d'uns 55 cm. Una altra característica és la presència d'un llarg cerc (cua), que doblava la longitud de l'abdomen.
Probablement xuclaven sucs de les plantes però alguns podien ser ectoparàsits o predadors.

## Taxonomia
L'ordre Palaeodictyoptera inclou 24 famílies:
- Família Archaemegaptilidae †
- Família Breyeriidae †
- Família Calvertiellidae Martynov, 1931 †
- Família Dictyoneuridae †
- Família Elmoboriidae †
- Família Eugereonidae †
- Família Fouqueidae †
- Família Frankenholziidae †
- Família Graphiptilidae †
- Família Homoiopteridae †
- Família Lithomanteidae Handlirsch, 1906 †
- Família Lycocercidae †
- Família Mecynostomatidae †
- Família Megaptilidae †
- Família Mongolodictyidae Sinichenkova, 1992 †
- Família Namuroningxiidae Prokop & Ren, 2007 †
- Família Paralogidae †
- Família Permoneuridae †
- Família Permothemistidae †
- Família Psychroptilidae †
- Família Rectineuridae †
- Família Spilapteridae †
- Família Straeleniellidae Laurentiaux-Vieira & Laurentiaux, 1986 †
- Família Tchirkovaeidae Sinichenkova, 1979 †